# Außernzell
Außernzell är en kommun och ort i Landkreis Deggendorf i Regierungsbezirk Niederbayern i förbundslandet Bayern i Tyskland.
Kommunen ingår i kommunalförbundet Schöllnach tillsammans med köpingen Schöllnach.